# Église Saint-Loup de Mercuer
Pour les articles homonymes, voir Église Saint-Loup.
L'église Saint-Loup est une église située en France sur la commune de Mercuer, dans le département de l'Ardèche en région Rhône-Alpes.

## Localisation
L'église est située sur la commune de Mercuer, dans le département français de l'Ardèche.

## Protection
L'église Saint-Loup fait l'objet d'un classement et d'une inscription au titre des monuments historiques depuis respectivement le 17 mai 1934 et le 10 octobre 1963.